# Larry Fink

Laurence Douglas Fink (født 2. november, 1952) er en amerikansk milliardær og erhvervsmand. Han er den nuværende formand og CEO for BlackRock, et amerikansk multinational investeringsvirksomhed. BlackRock er den største investeringsvirksomhed i verden med mere 10 billioner dollars i aktiver under forvaltning, hvilket givet firmaet enorm magt over det globale finansielle system. I april 2022 var Finks nettoformue estimeret til 1 mia. dollars ifølge Forbes Magazine. Han sidder i bestyrelsen på Council on Foreign Relations og World Economic Forum.